# Еуген Кочиш (сликар)
Еуген Кочиш, понекад Егуен III Кочиш (Куцура, 1955) српски је сликар, графичар и писац русинског порекла који живи у Суботици. 

## Биографија
Еуген Кочиш је 1981. дипломирао на Академији примењених уметности у Београду, на Графичком одсеку, у класи професора Божидара Џмерковића. Почеци стваралачког опуса везани су за Сомбор. Еуген Кочиш  слика снажним и јарким колоритом, необичним призорима, као и неисцрпном маштовитошћу, често у комбинацији са употребним предметима. Изложбе на почетку стваралаштва, у галерији „Ликовна јесен” у Сомбору 80-тих и 90-тих година, као и изложба у куполи Аполо центра у Новом Саду 1995. (приликом обележавања 250 година досељења Русина на ове просторе), остале су упамћене као концептуално осмишљени аудио-визуелни перформанси.
80-их и 90-их година двадесетог века живео је и стварао у Луксембургу.
Поред сликарства, бавио се и писањем. Аутор је драмског  текста „Путовање за Нант”, по којем је изведена истоимена представа Народног позоришта у Сомбору, награђена Стеријином наградом (1997).